# HIStory: Past, Present and Future - Book I
HIStory: Past, Present and Future - Book I, solitamente abbreviato in HIStory, è il nono album da solista del cantante statunitense Michael Jackson, pubblicato dalla Sony Music il 16 giugno 1995 in Europa e il 20 giugno negli Stati Uniti.
L'album è costituito da due dischi: il primo, HIStory Begins, consiste in un Greatest Hits di 15 tra le canzoni di maggiore successo del cantante, mentre il secondo, HIStory Continues, contiene 15 tracce inedite.
HIStory risulta il doppio album più venduto di sempre da un artista solista, con oltre 30 milioni di copie vendute nel mondo (corrispondenti a 60 milioni di unità).
L'album e i suoi singoli ricevettero molti premi e nomination. Tra questi ricevette cinque nomination ai Grammy Award, nell'edizione del 1996 e in quella del 1997, fra le quali quella al premio Album dell'anno, e vinse un Grammy come Miglior video musicale per il video di Scream. Lo stesso video ebbe ben 11 nomination agli MTV Video Music Awards 1995 (record di nomination per un singolo video), vincendo in tre categorie: Miglior video dance, Miglior coreografia e Miglior direzione artistica. Ai World Music Awards 1996 Jackson ricevette cinque premi e stabilì il record per il maggior numero di premi ottenuti da un artista nello stesso anno; tra questi quello per Miglior artista maschile per vendite nel 1996. La rivista Billboard e il Guinness dei Primati certificarono il record di Jackson per i singoli Scream e You Are Not Alone, che furono rispettivamente il primo singolo nella storia a esordire direttamente alla posizione numero cinque e il primo a esordire direttamente alla numero uno nella classifica Billboard Hot 100.
Durante una simulchat nel 1995, Jackson definì l'album HIStory come "un libro musicale":
(Michael Jackson, Simulchat live dalla MTV Arena, 17 agosto 1995)

## Descrizione

### Antefatti
Dopo il successo dell'album Dangerous, uscito nel 1991, Jackson si imbarcò nel 1992 nel suo secondo tour da solista, il Dangerous World Tour, che ebbe anch'esso un grande successo. Nell'agosto del 1993, mentre si trovava a Bangkok in Thailandia per una tappa del tour, piovvero su di lui delle accuse di presunte molestie sessuali da parte di un ragazzino di nome Jordan Chandler. La pubblicità negativa e il forte stress che queste gli causarono lo portarono a una dipendenza dagli antidolorifici, costringendolo a concludere il tour prima del tempo e a rifugiarsi in gran segreto a Londra, lontano dai media, in una clinica di riabilitazione. Regolò poi il contenzioso legale per via extragiudiziale.
Nel 1994 a Santo Domingo sposò in segreto l'unica figlia di Elvis Presley, Lisa Marie Presley, che gli era stata vicino durante il movimentato periodo delle accuse. Una volta che il matrimonio venne scoperto dai media, i due si rifugiarono a New York ospiti di Donald Trump alla Trump Tower. Fu in questo periodo di tumulto che Jackson incominciò la lavorazione del suo nuovo album. Tra le prime canzoni che Jackson scrisse in questo periodo, vi fu Stranger in Moscow, che il cantante scrisse in un momento di solitudine in un hotel a Mosca durante il tour, nel pieno del linciaggio mediatico che stava subendo in quel momento.

### Genesi
L'idea iniziale che la Sony Music aveva avuto per quello che sarebbe diventato HIStory era di realizzare una compilation coi maggiori successi dell'artista con l'aggiunta di alcune tracce inedite. Jackson, infatti, dopo ben quattro album di grandissimo successo (Off the Wall del 1979, Thriller del 1982, Bad del 1987 e Dangerous del 1991) non aveva ancora realizzato una raccolta di hit, se non si calcolano le innumerevoli raccolte di vecchi pezzi dell'era Jackson 5 pubblicate dalla Motown. La Sony ci aveva già provato nel 1989, con una raccolta che avrebbe dovuto intitolarsi Michael Jackson's Decade 1979-1989, ma che il cantante aveva preferito posporre a data da definirsi per potersi dedicare al materiale nuovo per l'album Dangerous. Fu così che si decise che il prossimo album del cantante sarebbe stato la tanto agognata raccolta di successi. Col procedere della lavorazione, e con la scrittura di sempre più canzoni inedite da parte di Jackson, abbastanza da riempirci un intero album, la Sony decise di realizzare un album doppio, un disco per i classici e uno per le nuove canzoni, anche se il cantante non amava le antologie e avrebbe preferito un album di solo nuovo materiale. In merito a questo infatti disse: «Per me gli album di raccolte sono noiosi, e io voglio continuare a creare».

### Composizione e registrazioni
La composizione del materiale inedito per HIStory Continues incominciò durante la seconda metà del Dangerous World Tour, nel 1993, assieme al tecnico del suono Brad Buxer, che lo aiutò nella stesura dei brani Stranger in Moscow, Money e Little Susie. Le registrazioni ufficiali dovevano cominciare nel gennaio del 1994 a Los Angeles ma a causa del Terremoto di Northridge in quello stesso mese, che terrorizzò Jackson, furono spostate a New York al The Hit Factory.

### Collaborazioni
A New York Jackson incominciò a lavorare con un team di vecchi e nuovi collaboratori; tornarono a collaborare con lui in studio, oltre a Buxer, i produttori Bill Bottrell e Teddy Riley, che avevano già partecipato alla produzione dell'album Dangerous, il tecnico del suono Bruce Swedien, presente in tutti i suoi album da solista, Slash, per incidere D.S., l'Andraé Crouch Singers Choir, che fu presente in Earth Song e nella title track, e la sorella Janet Jackson, che duettò in Scream; prima di allora Janet aveva solo partecipato ai cori di P.Y.T. di Michael nel 1982, e Michael aveva solo partecipato a quelli Don't Stand Another Chance di Janet nel 1984, rendendo pertanto Scream il primo, e unico, duetto tra i due.

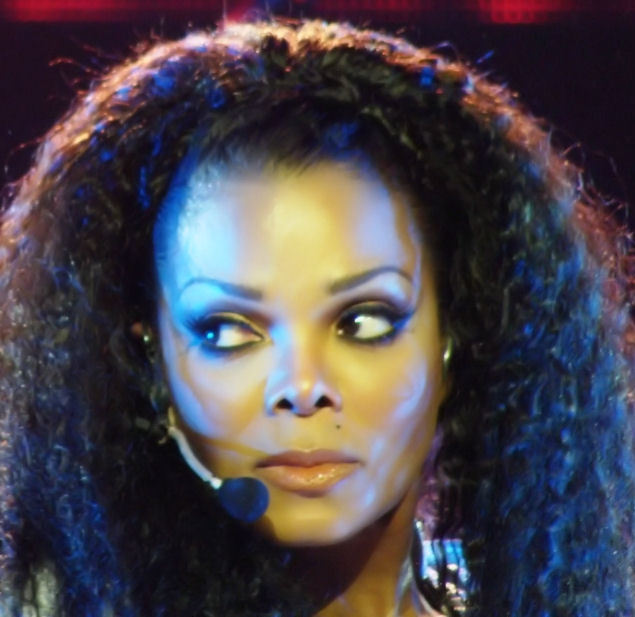
Janet Jackson duetta con suo fratello Michael in Scream.

Tra i nuovi collaboratori di Michael Jackson vi erano invece Jimmy Jam & Terry Lewis, che avevano prodotto gli ultimi tre album di successo della sorella Janet e che scrissero con il cantante il duetto Scream, il pezzo contro i mass media e i tabloid, Tabloid Junkie, 2 Bad e la title-track, il produttore R&B Dallas Austin, che contribuì alla stesura di This Time Around e 2 Bad, R. Kelly, che firmò You Are Not Alone, e David Foster, che lo aiutò a produrre Childhood, Earth Song e Smile. Jackson collaborò per la prima volta anche con il rapper Notorious B.I.G. e con il giocatore dell'NBA Shaquille O'Neal, che rapparono rispettivamente sulle tracce This Time Around e 2 Bad, e con il gruppo Boyz II Men, che parteciparono ai cori di HIStory.

### Pubblicazione
L'album inizialmente doveva essere pubblicato nel novembre del 1994, poco prima del proficuo mercato natalizio, come alcuni degli album precedenti del cantante, ma non essendo l'artista ancora soddisfatto dei risultati ottenuti, continuò a limarlo fino alla primavera del 1995.

### Contenuti
HIStory è stato il primo album in cui Jackson mostra le sue abilità di musicista, suonando, oltre ai suoi immancabili beatbox, anche tastiera, sintetizzatori, chitarre, batteria e altre percussioni.
Per i temi affrontati, che spaziano dalle menzogne dei mass media all'ingiustizia, all'avidità, alla solitudine e alla consapevolezza ambientale, HIStory è considerato dalla critica e dal pubblico l'album più personale realizzato dall'artista e quello più organico e vicino a un concept album.

## La copertina

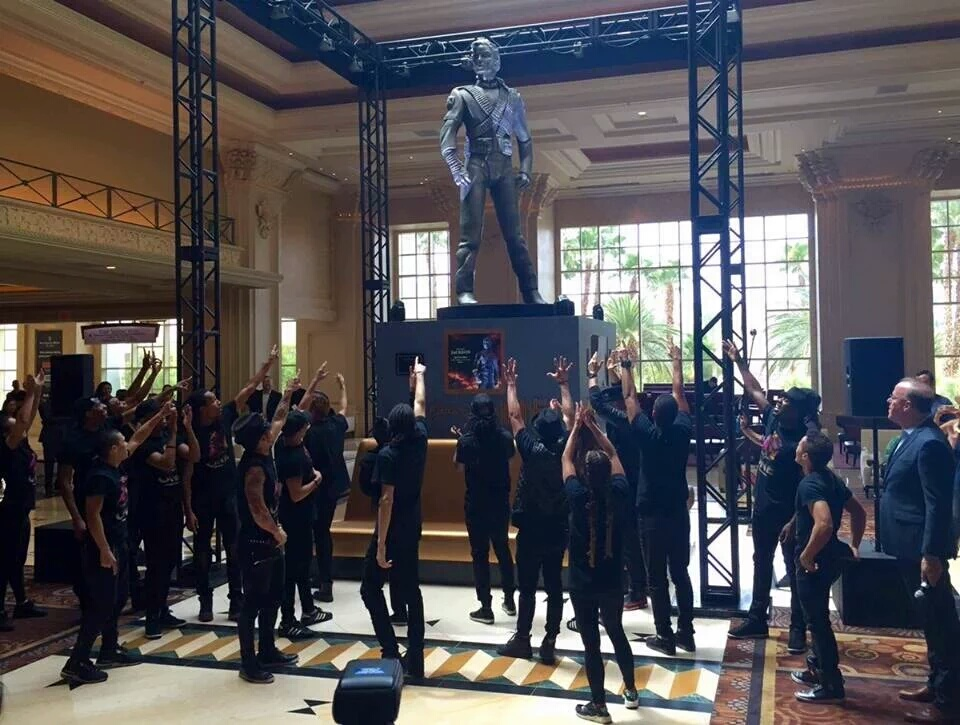
La statua originale di HIStory realizzata da Diana Walczak per il teaser trailer dell'album ed esposta a Las Vegas a partire dal 2016.

La copertina fu realizzata da Diana Walczak, artista degli effetti speciali, che aveva lavorato ad alcuni film hollywoodiani. Jackson voleva che rappresentasse un'enorme statua di sé e che facesse riferimento al titolo dell'album, HIStory (con le prime tre lettere rigorosamente in maiuscolo), che stava a significare sia "storia" ma anche "LA SUA storia". La copertina avrebbe dovuto sintetizzare in un'unica immagine l'idea della sua storia personale e quella dell'intera umanità. Per realizzare quest'opera il cantante chiese a Walczak di ispirarsi all'imponente monumento russo La Madre Patria Chiama!, alto 52 metri. Decise anche che la posa più adeguata era quella dall'apertura del suo Dangerous World Tour del 1992/1993 e dell'esibizione all'Halftime Super Bowl XXVII del 1993.
Partendo da un disegno preparatorio realizzato dal famoso illustratore di locandine di Hollywood, Drew Struzan, Walczak fotografò Jackson in quella posa dalle varie angolazioni e creò a mano una copia della statua in scala ridotta in argilla. Con l'aiuto di due suoi assistenti, lavorò ininterrottamente per una settimana per modellare i 300 chilogrammi di materiale necessari. Una volta messe a punto le rifiniture, inviò delle foto e dei video della scultura, alta circa 1 metro e 20 cm, sia alla Sony sia alla popstar, le quali chiesero che vi fossero apportate alcune modifiche.
Dopo una settimana di ulteriore lavoro, Sony diede il via libera a Walczak per avviare il processo di fusione, che trasformò l'argilla a base d'acqua nella base per uno stampo in silicone simile a gesso. Quindi, utilizzando un pennarello indelebile, l'artista disegnò oltre 10 000 poligoni sulla statua per prepararla al processo di digitalizzazione, che si svolse a Los Angeles. Lo sfondo, le luci e altri materiali in computer grafica presenti sulla copertina dell'album furono aggiunti dopo la digitalizzazione. L'opera originale creata da Walczak, che fu presentata nel settembre del 1994, riproduceva il cantante a figura intera con alla base del piedistallo piccole sagome umane, che servivano ad accentuare la grandezza della scultura. Sony, per creare la copertina, decise infine di ritagliarne la maggior parte, lasciando solo il busto. L'immagine completa venne comunque utilizzata per alcuni poster promozionali e per la copertina della VHS e del DVD Video Greatest Hits - HIStory, mentre una versione della statua sempre in CGI, ma completamente dorata, venne utilizzata per la copertina della VHS e del DVD HIStory on Film, Volume II del 1997.

## Promozione
L'album fu pubblicato con il pieno supporto della Sony Music, che investì la cifra record di circa 40 milioni di dollari nella sua realizzazione e pubblicizzazione, grazie anche all'accordo multimilionario firmato lo stesso anno in cui Jackson fondeva il suo catalogo musicale (incluso quello dei "Beatles" od ATV) con quello della Sony, diventando di fatto socio al 50% di Sony/ATV Music Publishing.
La campagna promozionale incluse l'uscita di numerosi singoli, un altrettanto vasto corredo di video musicali, un imponente tour mondiale e un album di remix, pubblicato nel 1997 con il titolo Blood on the Dance Floor: HIStory in the Mix, nel quale furono incluse 5 canzoni inedite e 8 remix tratti dall'album. A tutto ciò si aggiungevano numerosi spot radiofonici e televisivi in tutto il mondo.

### Il teaser

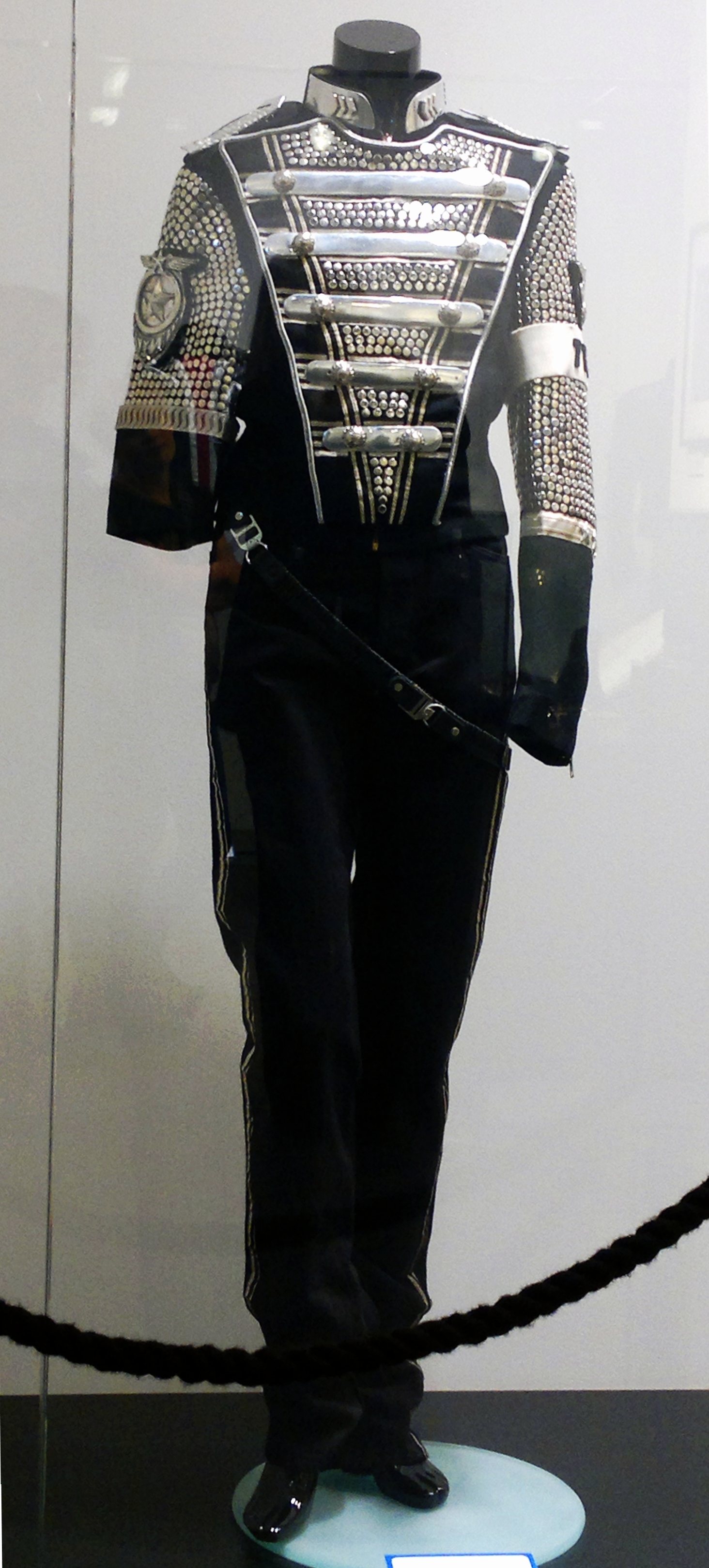
Il costume con cui Jackson apparve nel teaser trailer per l'album HIStory.

Per anticipare l'uscita dell'album venne realizzato un teaser trailer, conosciuto come HIStory Teaser, della durata di circa 4 minuti, costato circa 8 milioni di dollari, con centinaia di comparse. In questo teaser si vede Jackson marciare alla guida dell'Armata Rossa, acclamato da migliaia di persone ai bordi delle strade, dietro le transenne, e si conclude con l'inaugurazione di una gigantesca statua rappresentante l'artista, tra fuochi d'artificio, elicotteri e urla di gioia dei presenti.
Il video, che fu girato a Budapest alla fine del 1994 e venne soprannominato "The Eastern Europe Redeemer" ("il redentore dell'Europa orientale"), fu diretto da Rupert Wainwright e creò qualche polemica all'uscita perché fu accusato di avere ricalcato parzialmente le immagini del documentario Il trionfo della volontà di Leni Riefenstahl. In un'intervista con Diane Sawyer Jackson negò che il video avesse qualcosa a che vedere con le ideologie politiche e i dogmi di cui trattava il documentario. Sostenne che nel suo video si celebrava invece l'amore, che non vi si vedevano carri armati o violenza ma solo persone che si riunivano per festeggiare, e che il regista aveva tentato di creare un'opera d'arte.
Spiegò anche che il teaser era costruito in modo tale da attirare l'attenzione di tutti e che ottenne l'effetto desiderato.
Il teaser fu anche presentato in alcuni cinema degli Stati Uniti di proprietà della Sony, prima della proiezione dei film, mentre nel resto del mondo venne mostrato in anteprima in televisione, Italia inclusa, a Super, condotto da Gerry Scotti, dove però, per questioni di durata della trasmissione, se ne mostrò una versione accorciata.

### Le statue

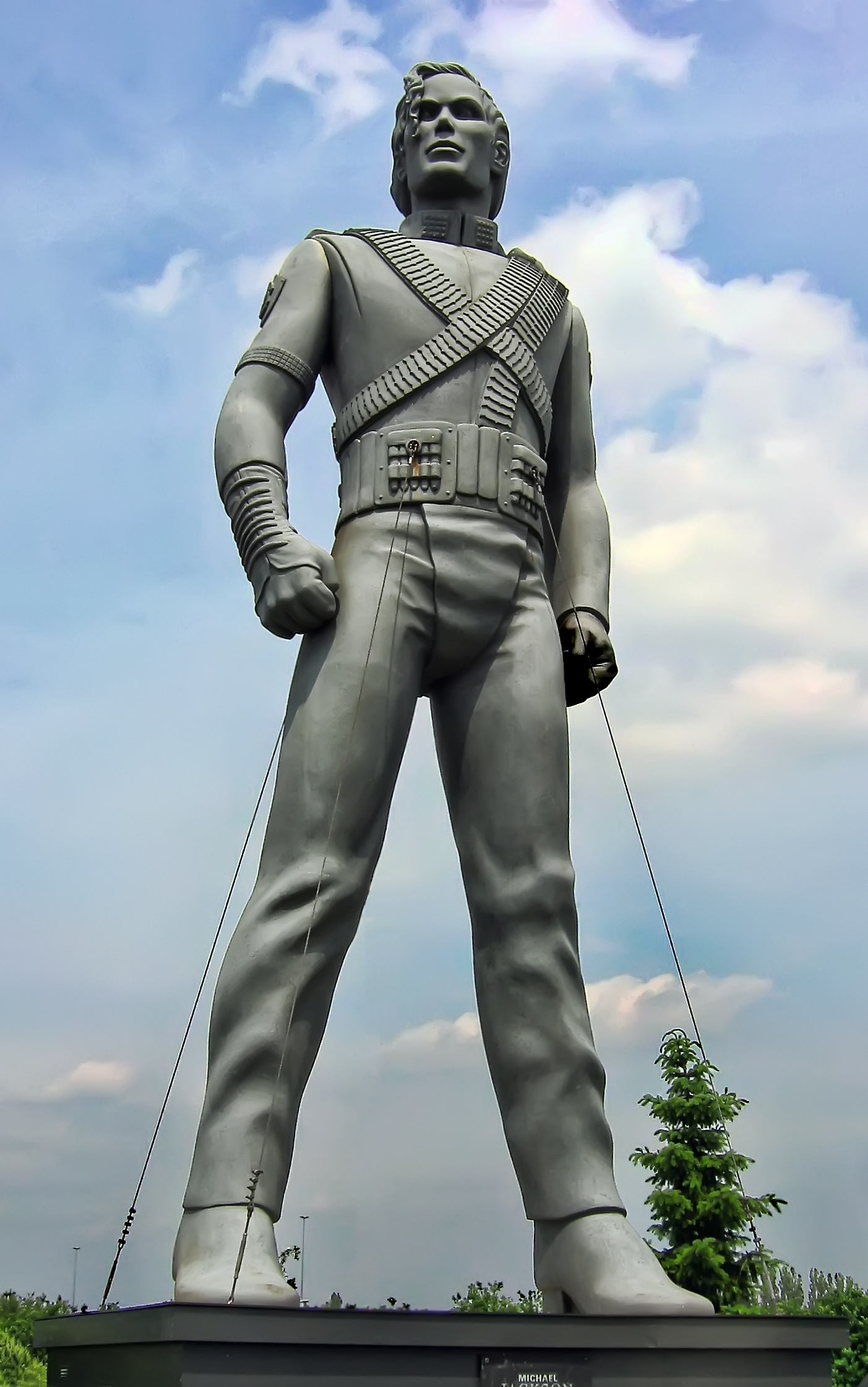
Una delle varie statue costruite per promuovere l'album.

Varie statue, di circa dieci metri di altezza, raffiguranti Michael Jackson, repliche di quella creata in computer grafica e che appariva nella copertina dell'album, furono costruite, appositamente per la promozione, e collocate nelle seguenti città:
- Londra - su una chiatta itinerante sul fiume Tamigi dove, per il suo passaggio, costrinse a una scenografica apertura del Tower Bridge;[63][64]
- Berlino - nella Alexanderplatz in cima ad un centro commerciale con all'interno il negozio di dischi Saturn music market;[63][65]
- Parigi - nella Avenue des Champs-Élysées accanto al Virgin Megastore;[63]
- Madrid - in Plaza Mayor;[66]
- Milano - al Parco Aquatica (ora Aquatica Park[67]) anche se inizialmente doveva essere esposta nell'ottagono al centro della Galleria Vittorio Emanuele II ma, a causa del peso delle gru che dovevano sollevarla e che avrebbero potuto danneggiare i mosaici sul pavimento, questa location fu scartata.[68][69][70]

Un'altra di queste statue seguì le prime tappe dell'HIStory World Tour nel 1996.
Per il primo concerto a Praga venne eretta sul gigantesco piedistallo dove una volta si trovava una statua di Stalin, creando anche alcune polemiche. Quando il cantante fece tappa ad Amsterdam, donò la statua alla Fondazione per l'infanzia Ronald McDonald. La scultura, con dedica apposta dalla popstar, fu in seguito restaurata e collocata all'esterno di uno dei ristoranti della famosa catena a Best nei Paesi Bassi, fino al 2019, anno in cui venne rimossa a causa delle polemiche sollevate dal documentario Leaving Neverland.
Un'altra replica, però in prospettiva forzata, fu invece collocata in cima alla sede del negozio di dischi Tower Records di Los Angeles.
Una versione ridotta della stessa statua venne realizzata nel 1994 per il teaser trailer dell'album, ed è stata in seguito collocata il 16 luglio 2016 nella hall del Mandalay Bay Resort & Casino a Las Vegas, per promuovere il residency show Michael Jackson: One del Cirque du Soleil.

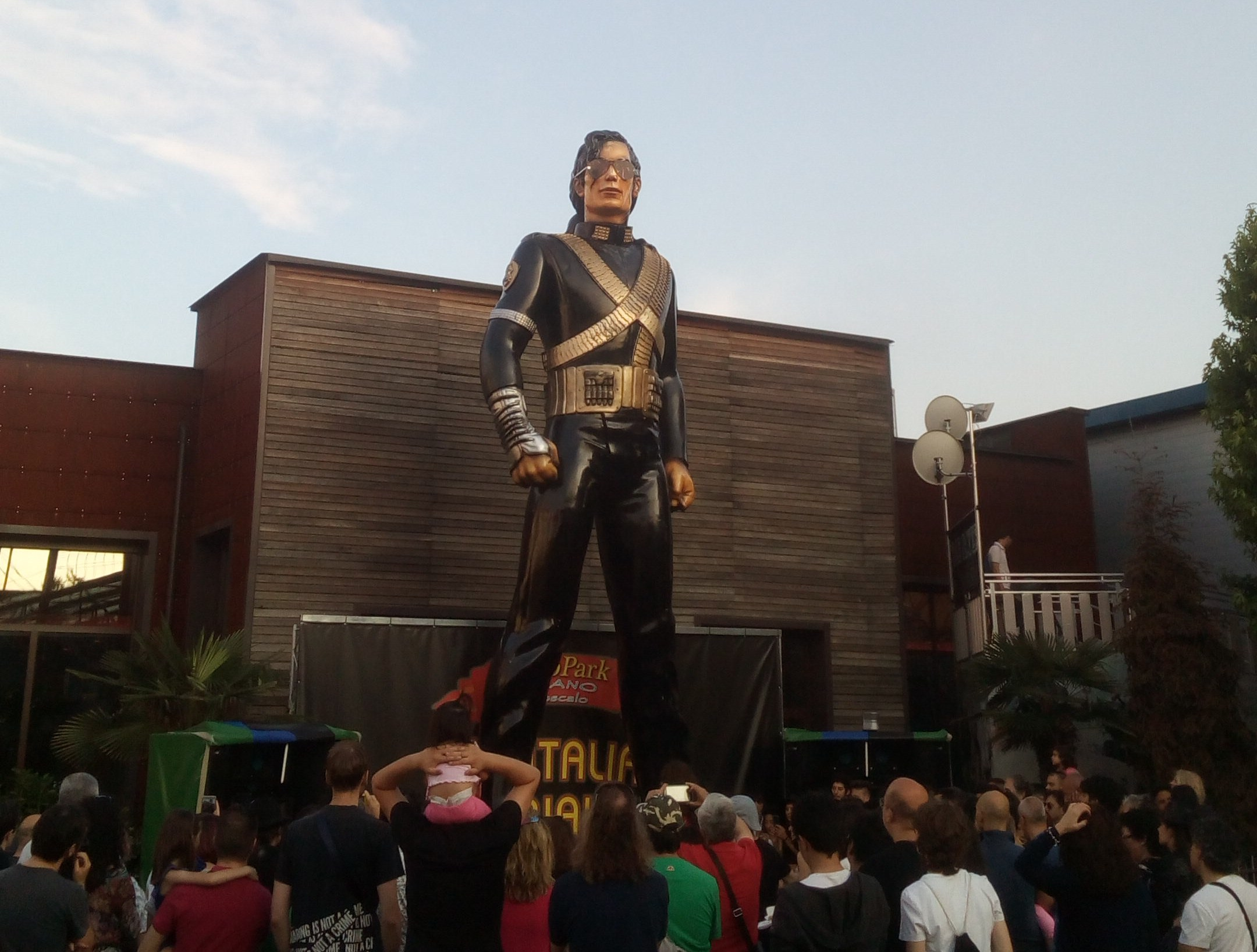
La statua di HIStory italiana esposta a Milano nel 2019 dopo il restauro.

La statua italiana, dopo essere stata abbandonata per anni a Desio, Milano, nel parcheggio della ditta che si era occupata del suo trasporto e montaggio, è stata poi venduta al Luna Park Europark Idroscalo che l'ha restaurata, ricolorata ed esposta nel suo parco il 22 giugno 2019, per commemorare i dieci anni dalla scomparsa di Michael Jackson e dove è ancora oggi esposta.

### HIStory World Tour(1996-1997)
L'HIStory World Tour fu la terza e ultima tournée da solista di Michael Jackson. Il tour, con oltre 4,5 milioni di spettatori paganti stimati, superò ogni record (il precedente era stato stabilito dallo stesso Jackson). Esordì a Praga il 7 settembre 1996 e si concluse a Durban (Sudafrica) il 15 ottobre 1997, per un totale di 82 concerti in 57 città, 35 Paesi e 5 continenti.

## Singoli e videoclip
Le vendite dei singoli di HIStory risultarono essere le quarte migliori per album, dietro a quelle dei singoli estratti da Thriller, Bad e Dangerous, con 26 milioni di copie in tutto il mondo.
- Scream/Childhood - Fu il singolo di lancio dell'album, pubblicato nel maggio del 1995 come doppio singolo contenente due canzoni: Scream, un duetto con la sorella Janet, accompagnato dal videoclip più costoso della storia (circa 7 milioni di dollari), che entrò nel Guinness dei primati come il primo singolo a debuttare direttamente alla quinta posizione negli Stati Uniti, dove venne certificato disco di Platino dalla RIAA[81] e vendette più di 3,5 milioni di copie nel mondo.[80] Il video del brano vinse un Grammy come "miglior video dell'anno" nel 1996.[82][83] Childhood invece è la canzone più personale e autobiografica di Jackson, dato che è l'unica che tratta in prima persona della sua difficile infanzia. In un'intervista spiegò:[84]

- You Are Not Alone - Fu il secondo singolo estratto dall'album, nell'agosto del 1995. Alla sua uscita raggiunse il primo posto nella Billboard Hot 100, infrangendo un nuovo record nel Guinness come "il primo singolo a debuttare direttamente alla prima posizione nella storia della classifica di Billboard", e risollevò le vendite dell'album, riportandolo in cima alle classifiche. Il video fu molto criticato in quanto Jackson e Lisa Marie Presley, allora moglie del cantante, venivano ritratti seminudi in alcune scene ambientate in un paradiso terrestre. Malgrado ciò, il video non fu rifiutato da nessuna rete televisiva e nel corso degli anni venne riproposto costantemente da MTV. Il singolo fu venduto in oltre 4,5 milioni di copie.[79][80][82]
- Earth Song - Fu il terzo singolo, estratto nel novembre del 1995 in tutto il mondo tranne che negli Stati Uniti, dove uscì solo come singolo radiofonico, e fu accompagnato da un videoclip dai costi milionari. Il video ottenne una nomination ai Grammy Awards 1997. Il singolo raggiunse la vetta delle classifiche del Regno Unito, dove diventò il più venduto tra quelli del cantante, secondo solo a Billie Jean.[82] Totalizzò una vendita di 4,5 milioni di copie in tutto il mondo.[80]
- This Time Around - Fu un singolo promozionale ed esclusivamente radiofonico trasmesso solo negli Stati Uniti. Il brano che include un rap di Notorious B.I.G. raggiunse la posizione numero 23 della Billboard Hot 100 Airplay. Di Notorious, nel successivo album Invincible, Jackson avrebbe utilizzato un rap postumo.[85][86]
- They Don't Care About Us - Fu il quinto singolo estratto dall'album. Uscì nel marzo del 1996 e vendette circa 3 milioni di copie.[80] Causò qualche controversia a causa del testo, a detta di qualcuno antisemita, al punto da costringere Jackson a registrarne una nuova versione censurandone alcune parti.[87] Tuttavia Jackson avrebbe inteso affermare il contrario: in un'intervista dichiarò, infatti, che il brano parlava del dolore provocato dal pregiudizio e dall'odio. I suoi due diversi videoclip vennero diretti dal regista Spike Lee; il più trasmesso dei due, venne girato nelle favelas di Rio de Janeiro in Brasile.[88]
- Stranger in Moscow - Fu estratto come sesto e ultimo singolo dal disco e pubblicato nel novembre 1996. La canzone fu concepita in un momento di solitudine in un albergo di Mosca, nel 1993, durante una tappa del Dangerous World Tour. Si tratta di una ballata che mette in evidenza lo stato d'animo del cantante dopo essere stato accusato, per la prima volta, di presunte molestie sessuali nei confronti di un minore. Il brano si rivelò un successo in Europa, raggiungendo la prima posizione in molti paesi, tra cui Italia e Regno Unito, dove rimase in vetta alle classifiche per 5 settimane consecutive. Contrariamente alle aspettative, fu invece un flop negli Stati Uniti, dove venne pubblicato l'anno seguente ormai a fine promozione e dove il video, girato in bianco e nero e con un innovativo effetto rallentatore, venne tolto dalla rotazione dalle principali TV musicali[89], e raggiunse solo la posizione numero 91. Il singolo venne venduto in oltre 700 000 copie.[80]

### Altri singoli
- HIStory - Nel 1997 la canzone che dava il titolo all'album venne estratta in doppio singolo, assieme a Ghosts, come ultimo singolo da HIStory e dell'album Blood on the Dance Floor, essendo presente in tale album una versione remixata del brano. In Europa raggiunse la posizione numero 5 della UK Singles Chart e vendette oltre 500 000 copie. Venne accompagnata da un videoclip in cui Jackson non era presente fisicamente a causa dei suoi impegni con l'HIStory Tour, ma vi appariva solo con immagini di repertorio.[90][91]
- Smile - A fine 1997-inizio 1998 si decise inizialmente di estrarre la canzone Smile come singolo natalizio e come ultimo singolo da HIStory, e Jackson aveva pronte le idee per il video che lo avrebbe dovuto accompagnare e che avrebbe citato il film Il monello, di Charlie Chaplin, da cui la musica della canzone era originariamente tratta, ma, benché i CD singoli fossero già andati in stampa e pronti alla vendita, la casa discografica ne cancellò improvvisamente l'uscita senza fornire spiegazioni. Il cantante si disse stupito e sconvolto della scelta in un'intervista con la fanzine francese Black&White.[92] I CD singoli sopravvissuti al macero divennero presto pezzi da collezionismo.[93]

## Accoglienza
| Recensione           | Giudizio |
| -------------------- | -------- |
| AllMusic             |          |
| Rolling Stone        |          |
| Entertainment Weekly | B        |

### Critica
HIStory nel complesso ha ricevuto recensioni contrastanti con alcuni recensori che hanno commentato l'insolito formato di un nuovo album in studio accompagnato da una raccolta di grandi successi, come la rivista Q che dichiarò «dal punto di vista delle nuove canzoni è come portare tuo padre con te in una rissa».
Jon Pareles del New York Times scrisse una dura critica all'album di inediti (HIStory Continues) dichiarando riguardo ai sentimenti espressi nell'album dall'artista che «la sua rabbia continua a lacerare la dolce facciata edificante a cui si è aggrappato per tutta la sua carriera. Non sta più fingendo di essere normale» aggiungendo che «nelle sue nuove canzoni è paranoico e ironico, messianico e meschino, vendicativo e sdolcinato. Paragonandosi a John F. Kennedy e Gesù Cristo è un megalomane che si sente vittima» ammettendo poi «eppure rimane uno dei musicisti più dotati in vita» e aggiungendo «è passato molto tempo da quando Michael Jackson era semplicemente un artista performativo. Ora è la principale risorsa della sua stessa società (MJJ Music) che è una proficua filiale della Sony».
Fred Shuster del Los Angeles Daily News descrisse This Time Around, Money e D.S. come «superbe fette di funk organico che alimenteranno molte delle piste da ballo più frequentate dell'estate».
Jim Farber del New York Daily News diede all'album una recensione generalmente mista dichiarando che Jackson «ha interpretato una specie di vittima incompresa per anni da Billie Jean a Leave Me Alone passando per Why You Wanna Trip on Me. [...] Quando avrebbe potuto cogliere l'occasione per fermare finalmente le lamentele e fare semplicemente ottima musica, ora non sta zitto su ciò che ci ha distratto dalla sua arte» aggiungendo però che il brano Money «vanta una delle poche linee di basso abbastanza carnose da farti venire voglia di muoverti» mentre definì They Don't Care About Us una canzone «dal ritmo sferragliante e originale» mentre parlando di Stranger in Moscow lo definì «un brano che offre un fluido pop adulto». Secondo il critico il vero salto, però, arriva in tre brani orchestrali definiti "disneyani": Childhood, Little Susie e Smile che «mirano tutti a presentare Jackson come un intrattenitore oltre i gusti dell'età moderna».
James Hunter di Rolling Stone diede a HIStory quattro stelle su cinque notando come l'album «si dispiega nella risposta oltraggiata di Jackson a tutto ciò che ha incontrato nell'ultimo anno o giù di lì». Lodando la canzone This Time Around, Hunter la descrisse come «una marmellata di dinamite» e descrisse inoltre i pezzi Scream e Tabloid Junkie come «avventurosi» mentre definì Earth Song «piena di sentimenti nobili», descrivendola come una canzone che suona «principalmente come un pezzo forte».
Chris Willman del Los Angeles Times definì This Time Around «una traccia dura guidata dalla chitarra ritmica, co-scritta e co-prodotta dal produttore di hit, Dallas Austin, che sfoggia uno dei migliori groove dell'album».
Stephen Thomas Erlewine di Allmusic diede a HIStory tre stelle su cinque commentando che si trattava di una «conquista monumentale dell'ego di Jackson». Erlewine osservò che HIStory Begins contiene «alcune delle più grandi musiche della storia del pop» mentre dichiarò che HIStory Continues è invece «facilmente l'album più personale che Jackson abbia mai registrato» e che i testi delle sue canzoni che fanno riferimento alle accuse di molestie creano una «densa atmosfera di paranoia» citando You Are Not Alone e Scream come «pop ben realizzato che si colloca perfettamente assieme al suo miglior materiale» e Stranger in Moscow come «una delle sue ballate più struggenti», ma concluse constatando come «tuttavia, HIStory Continues è il suo album più debole sin dalla metà degli anni '70».
David Browne di Entertainment Weekly diede a HIStory Begins un voto "A-" ma a HIStory Continues una "C-" dando una "B" all'intero album. Descrivendo il salto dal CD di successi a quello di canzoni nuove, Browne dichiarò «in seguito ai singoli precedenti, come Heal the World, il nuovo mondo rappresentato dalle 15 nuove registrazioni di HIStory non è più quello ottimista di una dozzina di anni fa». Browne commentò che la musica «sembra raramente trasportare l'ascoltatore su un piano superiore» lodando però alcune canzoni come «lo staccato e le armonie compresse di They Don’t Care About Us o le trame stratificate e meticolosamente organizzate della fluida Stranger in Moscow» che, secondo il critico «non potrebbero provenire da nessun altro che Jackson» aggiungendo che «i tentativi di iniettare un po' di new jack swing nei suoi ritmi, come su Money, dove batte Kelly nel suo stesso gioco, e in This Time Around, sono più sicuri di tentativi simili fatti su Dangerous» mentre Tabloid Junkie il critico lo definisce un pezzo che «si avvicina alla trascendenza come nessun altro brano dell'album» definendo il suo ritornello «il più violento e il più ispirato in anni».
Il critico musicale Joseph Vogel definì HIStory Continues «l'album più personale di Michael Jackson» dichiarando: «Dall'appassionato oltraggio di Scream alla calma resistenza di Smile il disco era, nelle parole di Jackson, un "libro musicale" che ha racchiuso tutte le emozioni turbolente e le lotte dei precedenti anni» aggiungendo che l'album «era il suo esorcismo, la sua confessione, la sua confutazione. [...] Era una sfida. Era spesso arrabbiato. Anche nei suoi momenti più leggeri (You Are Not Alone, Smile) conteneva un residuo di dolore e tristezza. [...] Tematicamente, si è confrontato piuttosto che sfuggire al tempestoso stato emotivo di Jackson [...] spesso legando le esperienze personali dell'artista a esperienze più universali di vulnerabilità (Childhood), alienazione (Stranger in Moscow) od indignazione (They Don't Care About Us)».

### Controversie
A causa di alcune controversie sorte all'uscita dell'album, Jackson ha dovuto ri-registrare, nelle ristampe dell'album, alcune parole del testo in They Don't Care About Us perché accusato di antisemitismo mentre R. Kelly è stato accusato da due autori belgi di aver plagiato la canzone You Are Not Alone, perdendo la causa e portando alla sua messa al bando alla radio belga.

### Riconoscimenti
HIStory è stato nominato a cinque Grammy Award, rispettivamente alle cerimonie dei Grammy del 1996 e del 1997, vincendo un solo premio per il video di Scream, che vinse il Grammy al "Miglior video musicale". You Are Not Alone venne nominata come "Miglior performance vocale pop maschile", Scream per la "Migliore collaborazione pop" mentre l'album è stato invece nominato a un Grammy come "Album dell'anno". Il video di Earth Song venne anch'esso nominato come "Miglior video" l'anno seguente, ma perse in favore di Free as a Bird dei Beatles. Il video della canzone Scream venne candidato ad 11 MTV Awards alla cerimonia del 1995, record di nomination per un singolo video, e vinse in 3 categorie. Ai World Music Award 1996 Jackson ricevette 5 premi, record in una sola serata, tra cui il premio per "Miglior artista maschile per vendite nel 1996" grazie alle vendite record dell'album HIStory in tutto il mondo. I singoli Scream e You Are Not Alone vennero inoltre inseriti nel Guinness dei Primati per essere i primi due singoli ad avere debuttato direttamente alla quinta e alla prima posizione, rispettivamente, nella classifica generale di Billboard.
Nel 1998 l'album si è classificato al numero 96 nella classifica de "I migliori album del millennio" del programma Music of The Millennium della BBC, un elenco di 100 album scelti dagli spettatori di Channel 4, i lettori del The Guardian e i clienti di HMV come i migliori del millennio.

## Mancata pubblicazione diHIStory 25
L'Estate of Michael Jackson (la società che gestisce l'eredità dell'artista) aveva in programma, come dichiarato da lei stessa, di celebrare il 25º anniversario dell'album HIStory nel 2020, ma, a causa della pandemia di COVID-19, si è trovata costretta a modificare i piani e posticipare la celebrazione:
(Estate of Michael Jackson)
Nonostante ciò, l'Estate ha deciso comunque di iniziare la celebrazione del 25º anniversario mettendo a disposizione sullo negozio on-line ufficiale del cantante un merch totalmente dedicato all'album, intitolato HIStory 25. Il merch comprende felpe, t-shirt, mascherine e altri oggetti decorati con stampe relative all'album e ai singoli estratti da esso. Una simile celebrazione era stata fatta anche per i 25 anni dell'album Dangerous nel 2016.

## Tracce

### HIStory Begins (Disco 1)
1. Billie Jean – 4:54 (Michael Jackson) – tratto dall'album Thriller (1982)
2. The Way You Make Me Feel – 4:57 (Michael Jackson) – tratto dall'album Bad (1987)
3. Black or White – 4:16 (Michael Jackson) – tratto dall'album Dangerous (1991)
4. Rock with You – 3:42 (Rod Temperton) – tratto dall'album Off the Wall (1979)
5. She's Out of My Life – 3:38 (Tom Bahler) – tratto dall'album Off the Wall (1979)
6. Bad (Single Mix) – 4:07 (Michael Jackson) – tratto dall'album Bad (1987)
7. I Just Can't Stop Loving You (Single Mix) – 4:12 (Michael Jackson) – tratto dall'album Bad (1987)
8. Man in the Mirror – 5:19 (Glen Ballard, Siedah Garrett) – tratto dall'album Bad (1987)
9. Thriller – 5:58 (Rod Temperton) – tratto dall'album Thriller (1982)
10. Beat It – 4:19 (Michael Jackson) – tratto dall'album Thriller (1982)
11. The Girl Is Mine – 3:42 (Michael Jackson) – tratto dall'album Thriller (1982)
12. Remember the Time – 4:00 (Teddy Riley, Michael Jackson, Bernard Belle) – tratto dall'album Dangerous (1991)
13. Don't Stop 'Til You Get Enough – 6:05 (Michael Jackson) – tratto dall'album Off the Wall (1979)
14. Wanna Be Startin' Somethin' – 6:04 (Michael Jackson) – tratto dall'album Thriller (1982)
15. Heal the World – 6:25 (Michael Jackson) – tratto dall'album Dangerous (1991)

### HIStory Continues (Disco 2)
1. Scream (feat. Janet Jackson) – 4:39 (Michael Jackson, Janet Jackson, James Harris III, Terry Lewis)
2. They Don't Care About Us – 4:44 (Michael Jackson)
3. Stranger in Moscow – 5:44 (Michael Jackson)
4. This Time Around – 4:21 (Michael Jackson, Christopher George Latore Wallace, René Moore, Dallas Austin, Bruce Swedien) – contiene un breve segmento rap di The Notorious B.I.G.
5. Earth Song – 6:46 (Michael Jackson)
6. D.S. – 4:49 (Michael Jackson)
7. Money – 4:41 (Michael Jackson)
8. Come Together – 4:03 (John Lennon, Paul McCartney)
9. You Are Not Alone – 6:02 (R. Kelly)
10. Childhood – 4:28 (Michael Jackson) – Tema di Free Willy 2
11. Tabloid Junkie – 4:32 (Michael Jackson, James Harris III, Terry Lewis)
12. 2 Bad – 4:49 (Michael Jackson, James Harris III, Terry Lewis, Shaquille O'Neal) – contiene un breve segmento rap di Shaquille O'Neal
13. HIStory – 6:34 (Michael Jackson, James Harris III, Terry Lewis) – contiene un cameo dei Boyz II Men nelle voci di sottofondo
14. Little Susie / Pie Jesu – 6:13 (Michael Jackson)
15. Smile – 4:55 (Charlie Chaplin)

- Le prime stampe dell'album contenevano le versioni originarie di They Don't Care About Us (senza la censura sulle parole "Jew" e "Kike") e di HIStory (con l'intro da La grande porta (Nella capitale Kiev) di Mussorgsky)

## Successo commerciale
Ad anticipare l'uscita dell'album fu Scream, in coppia con la sorella Janet, accompagnato da un videoclip che, con una spesa di circa 7 000 000 di dollari, risultò essere il più costoso della storia. Il brano raggiunse la quinta posizione nella classifica Billboard Hot 100 e la terza nella Official Singles Chart. Nella settimana di esordio furono vendute circa 390 000 copie dell'album HIStory negli Stati Uniti, facendolo esordire alla prima posizione, che mantenne per due settimane consecutive, mentre nel Regno Unito raggiunse le 100 000 copie in due giorni piazzandosi alla numero uno. In Italia esordì alla posizione numero 1 della Classifica FIMI Album, ma alla seconda settimana scese di sette posizioni. Nel giro di un mese Scream uscì dalle classifiche, determinando anche un crollo delle vendite dell'album. Il 15 agosto, però, fu pubblicato il secondo singolo, You Are Not Alone, che esordì al nº 1 nella classifica ufficiale statunitense e ne risollevò le sorti.
A più di un anno dalla sua uscita, l'album sparì velocemente dalle prime posizioni delle classifiche statunitensi, ma divenne un top-seller in dozzine di altri paesi europei e asiatici, vendendo oltre 11 milioni di copie entro il 25 novembre 1996 e arrivando a vendere oltre 100 000 copie a settimana fuori dagli Stati Uniti. Andò bene anche in Sudamerica, in Colombia vendette oltre 120.000 copie.
Negli Stati Uniti HIStory ha raggiunto gli oltre 8 milioni di copie, venendo certificato 8 volte disco di platino dalla RIAA, e in tutto il mondo circa 25/30 milioni di copie (50/60 milioni se considerati i 2 CD singolarmente), diventando il doppio album più venduto di tutti i tempi per un artista solista. Nel 2001 il primo CD fu ristampato singolarmente col titolo Greatest Hits HIStory Vol.1, e vendette oltre 3,5 milioni di copie, mentre nel 2009, anno della morte di Jackson, venne realizzato solo in Italia e in Spagna un esclusivo Box Set contenente tutti gli album di Jackson con al suo interno per la prima volta l'album HIStory Continues pubblicato come album singolo.

## Outtakes
Alcune canzoni che vennero considerate per essere incluse nell'album ma che poi vennero scartate:
- Changes (una parte del ritornello è trapelata online nel 2023)
- Faces (trapelata online nel 2023)
- Ghost Of Another Lover (creata per Dangerous, rivisitata per HIStory)
- Innocent Man
- Learning My Lesson (non è confermato se si tratti di una versione differente di Much Too Soon)
- Michael McKellar (scartata, al suo posto venne inserita Little Susie)
- Morphine (pubblicata poi in Blood on the Dance Floor: HIStory in the Mix nel 1997)
- Much Too Soon (proveniente dalle sessioni dell'album Thriller, ripresa successivamente nel 1994 per le sessioni di HIStory ed inclusa nell'album postumo Michael del 2010)
- The Virdict (Non si sa se sia mai stata completata per intero, alcuni pezzi della strumentale sono trapelati online)
- Willing And Waiting (la writers demo è trapelata online nel 2023)

## Classifiche

### Posizioni massime
| Classifica (1995-2009) | Posizione massima |
| ---------------------- | ----------------- |
| Argentina              | 2                 |
| Australia              | 1                 |
| Austria                | 2                 |
| Belgio (Fiandre)       | 1                 |
| Belgio (Vallonia)      | 1                 |
| Brasile                | 1                 |
| Canada                 | 1                 |
| Cile                   | 1                 |
| Danimarca              | 1                 |
| Europa                 | 1                 |
| Finlandia              | 3                 |
| Francia                | 1                 |
| Germania               | 1                 |
| Irlanda                | 1                 |
| Italia                 | 1                 |
| Messico                | 9                 |
| Norvegia               | 1                 |
| Nuova Zelanda          | 1                 |
| Paesi Bassi            | 1                 |
| Polonia                | 14                |
| Portogallo             | 2                 |
| Regno Unito            | 1                 |
| Repubblica Ceca        | 13                |
| Spagna                 | 2                 |
| Stati Uniti            | 1                 |
| Svezia                 | 3                 |
| Svizzera               | 1                 |
| Ungheria               | 4                 |

### Classifiche di fine anno
| Classifica (1995) | Posizione |
| ----------------- | --------- |
| Austria           | 18        |
| Francia           | 3         |
| Italia            | 23        |
| Stati Uniti       | 32        |
| Svizzera          | 8         |
| Classifica (1996) | Posizione |
| Francia           | 8         |
| Stati Uniti       | 177       |